# Анна Колбйорнсдаттер

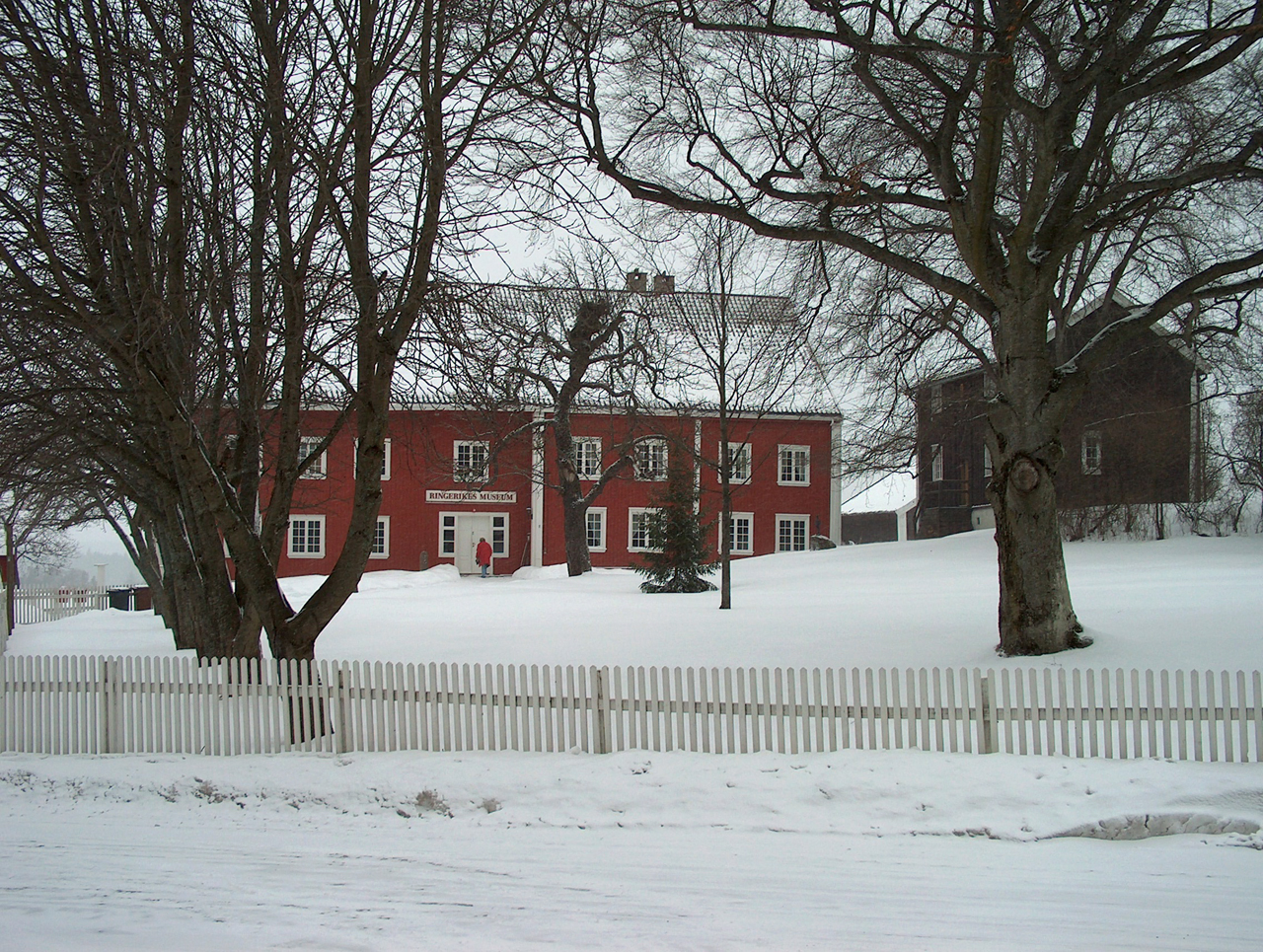
Нордерговський монастир (зараз музей Рінгерикес) поблизу Хонефосса

Анна Колбйорнсдаттер Арнеберг (1667  — 23 липня 1736 ) — національна героїня Норвегії, найбільш відома своєю участю в Нордерговській битві (slaget på Norderhov) під час Північної війни.

## Життєпис
Анна Колбйорнсдаттер народилася 1667 року в священному закладі Сорум у Ромеріке в Акерсгусі (Норвегія) у родині вікарія Колбйорна Торстенсена Арнеберга (1628—1720) та Катарини Кьєльдсдаттер Штуб (1653—1731). Анна вийшла заміж за вікарія Йонаса Рамуса (1649—1718) у 1682 році. Її чоловік став вікарієм Нордерговської церкви (Norderhov kirke) в Рінгерике в 1690 році
Анна Колбйорнсдаттер стала відомою завдяки участі в битві під Нордерговом між норвезько-данськими та шведськими військами 29 березня 1716 року. Під час шведської облоги фортеці Акерсхус в Осло в 1716 році Карл XII з Швеції відправив 600 солдатів під керівництвом Акселя Левена, щоб розвідали, чи зможуть вони оточити норвезьку оборону. Шведські війська сховалися в старому Нордерговському монастирі (Norderhov prestegård) і біля нього. Анна Колбйорнсдаттер привітно прийняла та відволікала їх, поки її зять з посланням біг до сусіднього табору, де розташовувалися 200 норвезьких солдат. Шведські війська були захоплені зненацька, і 130 з них взято в полон. Як повідомляється, вона попередила норвежців про присутність військ Карла XII зі Швеції на церковному подвір'ї в Нордергові, де вони сховалися в церкві та навколо неї. Саму подію вперше опублікував Пітер Андреас Мунк у своїй книзі Norges, Sveriges og Danmarks Historie til Skolebrug (1838).
Її зведені брати, Ганс Кольбйорнсен (1675—1754) та Педер Кольбйорнсен (1683—1738), були успішними торговцями лісом у Фредрікшальді. Обидва брали активну участь у керівництві цивільного опору шведським нападам на Фредрікшальд протягом 1716 та 1718 років.
Вона зображена в історичній п'єсі Рольфа Ольсена «Анна Колбйорнсдаттер», написаній у 1853 році.